# (5189) 1990 UQ
(5189) 1990 UQ es un asteroide que forma parte de los asteroides Apolo, descubierto el 20 de octubre de 1990 por Robert H. McNaught desde el Observatorio de Siding Spring, Nueva Gales del Sur, Australia.

## Designación y nombre
Designado provisionalmente como 1990 UQ.

## Características orbitales
1990 UQ está situado a una distancia media del Sol de 1,551 ua, pudiendo alejarse hasta 2,293 ua y acercarse hasta 0,8098 ua. Su excentricidad es 0,477 y la inclinación orbital 3,583 grados. Emplea 705,886 días en completar una órbita alrededor del Sol.

## Características físicas
La magnitud absoluta de 1990 UQ es 17,9.